# Milorad Nikolić
Milorad Nikolić (Belgrád, 1920. július 23. – New York, 2006. szeptember 12.) jugoszláv válogatott szerb labdarúgó, fedezet.

## Pályafutása
1938 és 1941 köztt a BFK Beograd, 1945 és 1951 között a svájci Lausanne labdarúgója volt.
1940–41-ben három alkalommal szerepelt a jugoszláv válogatottban.

## Statisztika

### Mérkőzései a jugoszláv válogatottban
| Jugoszlávia | Jugoszlávia       | Jugoszlávia            | Jugoszlávia | Jugoszlávia | Jugoszlávia  | Jugoszlávia | Jugoszlávia | Jugoszlávia |
| #           | Dátum             | Helyszín               | Hazai       | Eredmény    | Vendég       | Kiírás      | Gólok       | Esemény     |
| ----------- | ----------------- | ---------------------- | ----------- | ----------- | ------------ | ----------- | ----------- | ----------- |
| 1.          | 1940. március 31. | Bukarest, ANEF-stadion | Románia     | 3 – 3       | Jugoszlávia  | Duna-kupa   | -           |             |
| 2.          | 1940. április 14. | Bécs, Práter-stadion   | Németország | 1 – 2       | Jugoszlávia  | barátságos  | -           |             |
| 3.          | 1941. március 23. | Belgrád, BSK-pálya     | Jugoszlávia | 1 – 1       | Magyarország | Duna-kupa   | -           |             |
|             | Összesen          |                        |             | 3           | mérkőzés     |             | 0           | gól         |